# أبو سعد الحسن
أبو سعد الحسن بن علي بن قتادة بن إدريس الحسني كان أمير وشريف مكة من عام 1250 إلى عام 1253 م.
في عام 1232، أمر الكامل من مصر أبو سعد، ثم أمير ينبع ، بالمساعدة في استعادة مكة من راجح بن قتادة، الذي كان يدعمه الملك المنصور عمر بن رسول ملك الدولة الرسولية في اليمن.
في عام 1242، عندما استولى المنصور على مكة، حاز على ولاء أبو سعد. اشترى السلطان قلعة ينبع من أبو سعد وأمر بتدميرها، حتى لا يستغلها المصريون، وكلفه بوادي مر الظهران (وادي فاطمة) لدعم الجيش اليمني في مكة.
في 1250، تلقى أبو سعد الدعم من زعماء قبيلة زبيد (إحدى فروع قبيلة حرب) لانتزاع مكة من الحكم القمعي لابن المسيب ، الأمير اليمني. دخلت قوات أبو سعد البدوية مكة من اتجاهين، وسيطر على مكة. ووفقًا للمورقي تم القبض على ابن المسيب يوم الجمعة، 7 ذي القعدة 647 هـ (11 فبراير 1250) ، بينما طبقًا لابن المحفوظ كان في نهاية شوال (أواخر يناير / أوائل فبراير). قام أبو سعد بتجميع أعيان مكة في المسجد الحرام، حيث أعرب لهم عن ولائه المستمر للسلطان، وأوضح أن ابن المسيب كان يخطط لأخذ ثروته التي سرقها والهروب إلى العراق. تم تعزيز حكم أبو سعد بعد وفاة المنصور، والذي وصل خبره بعد أيام قليلة.
تم طرد أبو سعد وقتل من قبل ابن عمه جماز بن الحسن في عام 651 هـ. ووفقًا لتقارير مختلفة، فقد كان ذلك في 5 شوال (ق. 28 نوفمبر 1253) ، في بداية شهر رمضان (أواخر أكتوبر 1253)، أو في 3 شعبان (ق. 28 سبتمبر 1253).
| أبو سعد الحسن بن علي بن قتادةبنو قتادة توفي: 1253 |                    |                    |
| منصب                                              |                    |                    |
| سبقه محمد بن المسيب                               | أمير مكة 1250–1253 | تبعه جماز بن الحسن |